# Scambus gallicerator
Scambus gallicerator är en stekelart som beskrevs av Dmitriy R. Kasparyan 1974. Scambus gallicerator ingår i släktet Scambus och familjen brokparasitsteklar. Inga underarter finns listade i Catalogue of Life.